# Мекенбојрен
Мекенбојрен (њем. Meckenbeuren) општина је у њемачкој савезној држави Баден-Виртемберг. Једно је од 23 општинска средишта округа Бодензе. Према процјени из 2010. у општини је живјело 13.379 становника. Посједује регионалну шифру (AGS) 8435035.

## Географски и демографски подаци
Мекенбојрен се налази у савезној држави Баден-Виртемберг у округу Бодензе. Општина се налази на надморској висини од 435 метара. Површина општине износи 31,9 km². У самом мјесту је, према процјени из 2010. године, живјело 13.379 становника. Просјечна густина становништва износи 420 становника/km².